# Noblejas
Noblejas è un comune spagnolo di 3 534 abitanti situato nella comunità autonoma di Castiglia-La Mancia.